# Езау Йоганн
Езау Йоганн (Іван Якович) (нім. Esau; 12 липня 1869, німецька колонія Гальбштадт (Молочанськ, Токмацький район, Запорізька область)  — 14 вересня 1940, США) — український інженер-технолог, промисловець, громадський діяч, державний діяч, міський голова міста Катеринослав (сучасне місто Дніпро) у 1905—1909 та 1918 роках, батько видатної науковиці — біологині Катерини Езау.

## Біографія
Йоганн Езау народився 12 липня 1859 року в німецькій колонії Гальбштадт (з 1915 року— Молочанськ, Токмакського району Запорізької області) в бідній родині німців-менонітів. В родині було ще двоє синів — Якоб і Корнеліус. А от грошей, необхідних для отримання дітьми освіти, в родині не було. Тому коли колонія німців-менонітів вирішила направити декількох дітей на навчання в Катеринослав, щоб продемонструвати свою прихильність російському уряду, і ніхто з заможніших колоністів їхати не зголосився, не бажаючи, щоб діти зросійщувалися, батько Йоганна скористався цією нагодою. Для того, щоб надати Йоганну і Якобу освіту, родина в серпні 1869 року переїздить до Катеринослава. Так Йоган і Якоб потрапляють на навчання до класичної чоловічої гімназії.
В 1879 році Йоганн Езау з братом закінчили гімназію. Йоганн Езау продовжує навчання в Технічному інституті міста Рига, який закінчує у 1884 році, отримавши звання інженера-технолога. Якоб Езау навчається на медичному факультеті Київського університету.
Після навчання Йоганн Езау переїздить до Севастополя і наймається звичайним робітником на судову верфь, куди отримав спрямування після навчання. Він приховав, що має вищу освіту і почав працювати на верфі звичайним слюсарем. Після цього Йоганн так само простим робітником наймається на нафтовидобувне підприємство в Баку.  
Його брат отримує місце лікаря в німецькій колонії на Хортиці. У 1887 році він пише Івану, що на фірмі «Lepp & Wallman» звільнилася вакансія інженера-будівельника, який виїхав до Німеччини. Дізнавшись про це Іван повертається  на Хортицю і займає це вакантне місце інженера. 26 серпня 1889 року Іван Езау одружується з Маргаритою Тевс. Маргарита Тевс народилася в Катеринославі. В одруженні у Маргарити і Йоганна Езау народилося четверо дітей. Але старші діти — Микола та Марія померли, ще в колисці. В 1894 році народився третій син Павло. Четвертою народилася донька, яку назвати Катериною. Згодом ця дівчинка зробить безцінний внесок у світову науку, присвятивши свої роботи вивченню анатомії рослин. До 20 років вона житиме в Катеринославі, потім навчатиметься в Німеччині й стане професоркою в США.  
Пропрацювавши деякий час на фірмі «Lepp & Wallman», що спеціалізувалася на виробництві плугів та парових двигунів, Іван Езау вирішив заснувати власне виробництво. У 1894 році Йоган Езау відкрив у місті Катеринославі фабрику з виробництва сільськогосподарського знаряддя — завод Езау. Для того, щоб придбати виробництво Езау просить брата і дядька вкласти гроші в це підприємство і стати співзасновниками фабрики. Ця фабрика виготовляла сільськогосподарську техніку. Фабрика працювала, але практично не приносила прибутку. Згодом Йоганн Езау продасть цю фабрику Бельгійському акціонерному товариству Катеринославських (Донецьких) залізо- та сталелітійних заводів і залишиться працювати на ній менеджером.
В цей час Езау розбуводує в місті великий будинок з садом, куди переїздить з родиною. У 1902 році Езау бере участь в виборах до міської управи й стає одним з її членів. Звільняється з фабрики.
Рік по тому, коли у 1905 році помирає міський голова Олександр Толстіков, Езау перемагає на виборах і стає міським головою Катеринослава на 4 роки.
В цей час міська рада після запеклих дебатів все ж таки вирішує взяти займ на 5 мільйонів рублів. Позику Езау оформлює в Парижі.
Завдяки роботі Йогана Езау, як міського голови, місту вперше вдалося одержати в 1904 році дозвіл на облігаційну позику у 2 млн 500 тис. рублів на міські потреби: улаштування нового водопроводу (1908), будівництва другого міського трамвая (1906), бойні, крамниць, будинків для навчальних закладів. При ньому були прокладені лінії другого трамвайного маршруту: вокзал — Брянський завод, будувалися крамниці, будинки для навчальних закладів.
Відмінний організатор робіт та інженер, він у 1912 році одержав запрошення очолити міську думу в м. Баку. І. Я.У грудні 1912 року місцева газета повідомила про прибуття в Катеринослав депутації з трьох осіб для запрошення колишнього міського голови І. Я. Езау на посаду міського голови в Баку. Іван Якович виїхав разом із членами згаданої депутації в Баку для переговорів на місці. Але незабаром повернувся. Жалування у 24 тис. руб.. що складало 6 річних окладів катеринославського голови, не втримало його в Баку.
25 січня 1913 року в бесіді з кореспондентом на питання, чому він відмовився від посади Бакинського міського голови з утриманням у 24 тис. руб.. І. Я. Езау відповів: «Оклад, дійсно, значний, але умови, в яких довелося б працювати, неприйнятні: в міській раді, що складається на 40 % з [бакінських] татар, 30 % вірмен і 10 % росіян — панує відвертий національний антагонізм. Особливо між вірменами та татарами. Навіть перед тим, як винайняти квартиру міському голові треба все зважити: винайняти у татарина — образиться вірменина, винайняти в вірменина — татарин буде в претензії. Відвідаєш з візитом татарина — відразу треба їхати з візитом до вірменина — для компенсації. В Баку маса підприємств і діловій людині є де розвернутися, попрацювати. Але заборгованість міста — неймовірна, і губернське присутствіє марно намагається примусити місто дотримуватися кошторису та оформити баланс. За для того, щоб виконати останнє і привести до ладу фінансовий відділ, необхідно спочатку врегулювати земельне питання, а це означає озброїти проти себе всю міську раду, тому що гласні захопили у власні руки міську землю. — І ви категорично відмовилися? — Так, спочатку погодився, але потім побачив, що боротьба буде не під силу, і після чималих вагань категорично відмовився.»
Навесні 1918 p., за часів Української Держави гетьмана Павла Скоропадського він знову обіймає посаду міського голови. Із серпня 1918 року під час діяльності Українського уряду міська дума була відновлена в колишньому складі. У цей складний час Езау багато працює і робить усе можливе для міста. Одним із рішень міської ради в цей час є рішення про відкриття в місті університету. Коли Гетьманат зазнає поразки, Йоганн Езау емігрує до Німеччини, а потім у США.

## Вшанування пам'яті
- У місті Дніпро існує вулиця Івана Езау.